# Остапчук Петро Анатолійович
Петро Анатолійович Остапчук (* 1991) — український військовик, підполковник, учасник російсько-української війни.

## З життєпису
Учасник російсько-української війни. Після закінчення вишого навчального закладу — 18 березня 2014 року — молодшого лейтенанта запасу Остапчука мобілізували до лав ЗСУ; командир взводу матеріально-технічного забезпечення. Брав участь у боях за Дебальцеве.
Станом на листопад 2023 року — командир Камінь-Каширського батальйону Волинської бригади тероборони.
З дружиною виховують сина Михайла і доньку Олесю.

## Нагороди
- Орден Богдана Хмельницького III ступеня (4.08.2017)[2]